# طبول الحرية (مسلسل)
طبول الحرية. مسلسل سوري، من إخراج غسان جبري، وتأليف داوود شيخاني.

## الممثلون
- مني واصف - سوريا.
- هاني الروماني - سوريا.
- أسعد فضة - سوريا.
- الطاهر القبائلي - ليبيا.
- رفيق السبيعي - سوريا.
- هالة شوكت - سوريا.
- ياسر العظمة - سوريا.
- أميمة الطاهر  - سوريا.
- يوسف حنا - سوريا.
- نادين خوري - سوريا.
- رضوان عقيلي - سوريا.
- ياسين أرناؤوط - سوريا.
- محمد الطاهر - ليبيا.
- عبد السلام شلمبو - ليبيا.
- عيسى عبد الحفيظ - ليبيا.
- أحمد دعاس - سوريا.
- رياض نحاس - سوريا.